# Doslovče
Doslovče so vas v Občini Žirovnica.
Doslovče so rojstni kraj slovenskega pisatelja Frana Saleškega Finžgarja. V vasi se nahaja za oglede urejena pisateljeva rojstna hiša.